# 2011–2012-es négysánc-verseny
A 2011–2012-es négysánc-verseny, a 2011–2012-es síugró-világkupa részeként került megrendezésre, melyet hagyományosan Oberstdorfban, Garmisch-Partenkirchenben (Németország), valamint Innsbruckban és Bischofshofenben (Ausztria) tartottak 2011. december 28. és 2012. január 6. között.
A sorozat győztese az osztrák Gregor Schlierenzauer lett, megelőzve honfitársait Thomas Morgensternt és Andreas Koflert.

## Eredmények

### Oberstdorf
Schattenbergschanze HS 137

2011. december 30.
| Helyezés | Név                   | Nemzetiség  | 1. ugrás (m) | 2. ugrás (m) | Pontok | Összetett pontok | Világkupa összetett pontok |
| -------- | --------------------- | ----------- | ------------ | ------------ | ------ | ---------------- | -------------------------- |
| 1        | Gregor Schlierenzauer | Ausztria    | 133.0        | 137.5        | 557.3  | 283.3 (1)        | 476 (2)                    |
| 2        | Andreas Kofler        | Ausztria    | 131.0        | 133.5        | 265.2  | 265.2 (2)        | 588 (1)                    |
| 3        | Thomas Morgenstern    | Ausztria    | 128.0        | 128.5        | 264.3  | 264.3 (3)        | 396 (4)                    |
| 4        | Severin Freund        | Németország | 129.0        | 127.0        | 264.0  | 264.0 (4)        | 319 (6)                    |
| 5        | Itó Daiki             | Japán       | 130.0        | 124.0        | 262.7  | 262.7 (5)        | 181 (10)                   |

### Garmisch-Partenkirchen
Große Olympiaschanze HS 142

2012. január 1.
| Helyezés | Név                   | Nemzetiség    | 1. ugrás (m) | 2. ugrás (m) | Pontok | Összetett pontok | Világkupa összetett pontok |
| -------- | --------------------- | ------------- | ------------ | ------------ | ------ | ---------------- | -------------------------- |
| 1        | Gregor Schlierenzauer | Ausztria      | 138.0        | 134.0        | 274.5  | 557.8 (1)        | 576 (2)                    |
| 2        | Andreas Kofler        | Ausztria      | 130.5        | 137.5        | 270.4  | 535.6 (2)        | 668 (1)                    |
| 3        | Itó Daiki             | Japán         | 138.5        | 141.5        | 269.6  | 532.3 (3)        | 241 (9)                    |
| 4        | Kamil Stoch           | Lengyelország | 132.0        | 137.5        | 268.0  | 498.1 (9)        | 306 (7)                    |
| 4        | Takeucsi Taku         | Japán         | 130.5        | 140.0        | 268.0  | 484.3 (12)       | 102 (18)                   |

### Innsbruck
Bergiselschanze HS 130

2012. január 4. 
| Helyezés | Név                   | Nemzetiség | 1. ugrás (m) | 2. ugrás (m) | Pontok | Összetett pontok | Világkupa összetett pontok |
| -------- | --------------------- | ---------- | ------------ | ------------ | ------ | ---------------- | -------------------------- |
| 1        | Andreas Kofler        | Ausztria   | 127.5        | 131.5        | 252.8  | 788.4 (2)        | 768 (1)                    |
| 2        | Gregor Schlierenzauer | Ausztria   | 130.5        | 123.0        | 247.6  | 805.4 (1)        | 656 (2)                    |
| 3        | Takeucsi Taku         | Japán      | 131.5        | 124.0        | 246.7  | 731.0 (7)        | 162 (14)                   |
| 4        | Anders Bardal         | Norvégia   | 128.0        | 125.5        | 244.4  | 758.5 (4)        | 509 (3)                    |
| 5        | Roman Koudelka        | Csehország | 123.5        | 122.5        | 239.5  | 757.2 (5)        | 292 (8)                    |

### Bischofshofen
Paul-Ausserleitner-Schanze HS 142

2012. január 6.
| Helyezés | Név                   | Nemzetiség | 1. ugrás (m) | 2. ugrás (m) | Pontok | Összetett pontok | Világkupa összetett pontok |
| -------- | --------------------- | ---------- | ------------ | ------------ | ------ | ---------------- | -------------------------- |
| 1        | Thomas Morgenstern    | Ausztria   | 135.0        |              | 138.7  | 908.0 (2)        | 576 (4)                    |
| 2        | Anders Bardal         | Norvégia   | 135.0        |              | 136.5  | 895.0 (4)        | 589 (3)                    |
| 3        | Gregor Schlierenzauer | Ausztria   | 131.0        |              | 128.4  | 933.8 (1)        | 716 (2)                    |
| 4        | Robert Kranjec        | Szlovénia  | 129.0        |              | 126.8  | 807.5 (14)       | 267 (10)                   |
| 5        | Itó Daiki             | Japán      | 130.5        |              | 126.2  | 852.1 (6)        | 290 (9)                    |

## Végeredmény
Összetett végeredmény
| Helyezés | Név                   | Nemzetiség    | Oberstdorf | Garmisch- Partenkirchen | Innsbruck  | Bischofshofen | Pontok |
| -------- | --------------------- | ------------- | ---------- | ----------------------- | ---------- | ------------- | ------ |
| 1        | Gregor Schlierenzauer | Ausztria      | 283.3 (1)  | 274.5 (1)               | 247.6 (2)  | 128.4 (3)     | 933.8  |
| 2        | Thomas Morgenstern    | Ausztria      | 264.3 (3)  | 267.9 (6)               | 237.1 (6)  | 138.7 (1)     | 908.0  |
| 3        | Andreas Kofler        | Ausztria      | 265.2 (2)  | 270.4 (2)               | 252.8 (1)  | 108.5 (25)    | 896.6  |
| 4        | Anders Bardal         | Norvégia      | 258.0 (6)  | 256.1 (9)               | 244.4 (4)  | 136.5 (2)     | 895.0  |
| 5        | Roman Koudelka        | Csehország    | 255.6 (7)  | 262.1 (8)               | 239.5 (5)  | 124.0 (6)     | 881.2  |
| 6        | Itó Daiki             | Japán         | 262.7 (5)  | 269.6 (3)               | 193.6 (27) | 126.2 (5)     | 852.1  |
| 7        | Severin Freund        | Németország   | 264.0 (4)  | 262.2 (7)               | 211.8 (21) | 105.4 (30)    | 843.4  |
| 8        | Kamil Stoch           | Lengyelország | 221.1 (23) | 268.0 (4)               | 232.0 (9)  | 121.9 (9)     | 843.0  |
| 9        | Takeucsi Taku         | Japán         | 216.3 (25) | 268.0 (4)               | 246.7 (3)  | 111.6 (23)    | 842.6  |
| 10       | Richard Freitag       | Németország   | 240.3 (10) | 233.9 (25)              | 227.2 (12) | 119.0 (10)    | 820.4  |